# Liste der denkmalgeschützten Objekte in Saalbach-Hinterglemm
Die Liste der denkmalgeschützten Objekte in Saalbach-Hinterglemm enthält die 5 denkmalgeschützten, unbeweglichen Objekte der Gemeinde Saalbach-Hinterglemm.

## Denkmäler
| Foto |                 | Denkmal                                                                                        | Standort                                                | Beschreibung | Metadaten |
| ---- | --------------- | ---------------------------------------------------------------------------------------------- | ------------------------------------------------------- | --- | --- |
| ja   | Datei hochladen | Pfarrhof HERIS-ID: 63721 Objekt-ID: 76407                                                      | Dorfplatz 28 Standort KG: Saalbach                      | Der dreigeschoßige Pfarrhof wurde 1593 errichtet und 1759 ausgebaut. | BDA-Hist.: Q38104117 Status: § 2a Stand der BDA-Liste: 2025-06-30 Name: Pfarrhof GstNr.: .31 Pfarrhof Saalbach |
| ja   | Datei hochladen | Wartturm HERIS-ID: 36547 Objekt-ID: 35528                                                      | Dorfplatz 35 Standort KG: Saalbach                      | → Hauptartikel : Wartturm (Saalbach-Hinterglemm) f1 | BDA-Hist.: Q16857898 Status: Bescheid Stand der BDA-Liste: 2025-06-30 Name: Wartturm GstNr.: .41/1 Wartturm, Saalbach                                                                                                  |
| ja   | Datei hochladen | Bergerkreuz HERIS-ID: 63727 Objekt-ID: 76413                                                   | Glemmtaler Landesstraße, Saalbach Standort KG: Saalbach | | BDA-Hist.: Q38104137 Status: § 2a Stand der BDA-Liste: 2025-06-30 Name: Bergerkreuz GstNr.: 1950 |
| ja   | Datei hochladen | Kath. Pfarrkirche hll. Bartholomäus und Nikolaus und Friedhof HERIS-ID: 52902 Objekt-ID: 60657 | Saalbach Standort KG: Saalbach                          | Die Pfarrkirche steht, vom Friedhof umgeben, auf einer Anhöhe in der Mitte des Ortes. Sie ist ein barocker Saalbau mit einem schlichten Langhaus und einem um fünf Stufen erhöhten Chor, unter dem sich die Krypta befindet. Der Nordturm ist im Kern noch gotisch und wurde 1777 erhöht. Der rechte Seitenaltar (ursprünglich der Hochaltar) stammt von 1691, der aktuelle Hochaltar, der linke Seitenaltar und die Kanzel aus der Zeit um 1720. | BDA-Hist.: Q38054998 Status: § 2a Stand der BDA-Liste: 2025-06-30 Name: Kath. Pfarrkirche hll. Bartholomäus und Nikolaus und Friedhof GstNr.: .40/1, 475/9, 475/8 Pfarrkirche hll. Bartholomäus und Nikolaus, Saalbach |
| ja   | Datei hochladen | Kreuzkapelle HERIS-ID: 52903 Objekt-ID: 60658                                                  | Standort KG: Saalbach                                   | Die nach Westen ausgerichtete Kreuzkapelle steht am östlichen Ortseingang. Der schlichte Barockbau mit Giebelreiter stammt aus dem Jahr 1756 und wurde 1763 erweitert. Der Innenraum enthält auch wesentlich ältere Figuren und Reliefs. | BDA-Hist.: Q38055016 Status: § 2a Stand der BDA-Liste: 2025-06-30 Name: Kreuzkapelle GstNr.: .55 Kreuzkapelle, Saalbach                                                                                                |